# Komei Abe
Komei Abe (Japans: 安部幸明, Abe Kōmei) (Hiroshima, 1 september 1911 - Tokio, 28 december 2006) was een van de grootste hedendaagse Japanse componisten; hij  was ook dirigent, cellist en klarinettist.

## Levensloop
Zijn vader was een legerofficier. Omdat zijn vader heel veel van de ene naar de andere stad moest reizen, ging zijn zoontje mee. Toen zij in een wijk van Tokio woonden, werd Komei aangesproken door de klank van violen in de buurt. Hij besloot muzikant te worden. Tijdens de Russisch-Japanse oorlog was de militaire muziek met een uitgebreide slagwerkgroep in Japan erg populair. Daarna kwam de muziek van de viool tijdens de Eerste Wereldoorlog en het eerste decennium daarna.
In de jaren dertig was hij een van bekendste studenten van de Tokyo Music School, nu Tokyo National University of Fine Arts and Music (東京藝術大学 Tōkyō Gei-jutsu Daigaku), in Tokio. Aanvankelijk studeerde hij cello bij Heinrich Werkmeister (1883-1936), die in 1907 naar Japan gekomen was. In 1931 werd Klaus Pringsheim (1883-1972), dirigent en componist, professor aan de Tokyo Music School. Pringsheim, een leerling van Gustav Mahler en zwager van Thomas Mann, oogstte in Tokio grote successen. Abe speelde onder hem cello in het orkest en werd met de tijd assistent van Pringsheim. Abe begon Duitse harmonisatie en contrapunt bij Pringsheim te studeren. Vanaf 1937 studeerde hij zeven jaren orkestdirectie bij Joseph Rosenstock, een Joodse professor en dirigent uit Polen, die in Darmstadt en Mannheim aan de opera als dirigent gewerkt had en naar Japan was gekomen. Van Rosenstock leerde hij de bijzonderheden van alle symfonieën van Ludwig van Beethoven.
Van 1948-1954 was hij dirigent van het keizerlijke orkest.

## Composities

### Werken voor orkest
- 1935 Kleine Suite, voor orkest
- 1937 Concerto, voor cello en orkest
- 1953-1957 Symfonie Nr. 1
  1. Allegro con brio
  2. Adagietto
  3. Vivace assai
- 1960 Divertimento, voor altsaxofoon en orkest
  1. Andante sostenuto
  2. Adagietto
  3. Allegro
- 1960 Symfonie Nr. 2
- 1964 Sinfonietta, voor orkest
  1. Allegro con brio
  2. Moderato
  3. Scherzo: Andante – Presto
  4. Finale: Allegro assai
- 1985 Piccola sinfonia for strings

### Muziektheater
- Jungle Drum, ballet – choreograaf: Michio Ito (1893-1961)

### Kamermuziek
- 1935 Strijkkwartet No.1
- 1937 Strijkkwartet No.2
- 1940 Strijkkwartet No.3
- 1942 Strijkkwartet No.4
- 1942 Sonata Nr.1, voor fluit en piano
- 1946 Klarinet kwintet
- 1948 Strijkkwartet No.5
- 1948 Strijkkwartet No.6
- 1950 Strijkkwartet No.7
- 1951 Divertimento, voor altsaxofoon en piano
- 1952 Strijkkwartet No.8
- 1956 Strijkkwartet No.9
- 1978 Strijkkwartet No.10
- 1982 Strijkkwartet No.11
- 1988 Strijkkwartet No.12
- ???? Strijkkwartet No.13
- 1991 Strijkkwartet No.14
- 1993 Strijkkwartet No.15

- CiNii: DA09437110
- Gemeinsame Normdatei: 1146164335
- International Standard Name Identifier: 0000 0000 8236 6399
- Library of Congress Control Number: n81005029
- Nationale Bibliotheek van Letland: 000320271
- MusicBrainz: eb54bfa3-de1e-41f2-8ae0-77b6ab91f299
- Bibliotheek van het Japanse parlement: 00000121
- Nationale Bibliotheek van Tsjechië: xx0077303
- Nederlandse Thesaurus van Auteursnamen: 102389845
- Virtual International Authority File: 55460314